# Lewisham kerület
Lewisham kerület egy kerület London belső, délkeleti részén. Legfontosabb körzete Lewisham, a közgyűlés székhelye a Catford részen található.

## Fekvése
A kerületet keleten Greenwich, délen Bromley nyugaton London Borough of Southwark határolja. A Temze a Kutyák szigetével és Tower Hamlets képezik az északi határt. A Deptford Creek, a Pool, River Quaggy és a Ravensbourne átfolyik a kerületen.

## Története
A kerületet 1965-ben hozták létre Lewisham Városi Kerület és Deptford Városi Kerület összevonásával. Ezeket a részeket a londoni megyéből hozták létre 1900-ban.
Kisebb határmódosítások történtek már a kerület létrejötte óta, ezek közül a leglényegesebb az 1996-os, mikor a régebbi Royal Docks Deptfordban Greenwichből ide került.

## Látnivalók
A nevezetesebb látnivalók közé tartozik a Mindenszentek temploma Blackheathben, a Citibank Torony Lewishamben, Dietrich Bonhoeffer templom és a Horniman Museum Forest Hillben.

## Népessége
A 2001 népszámlálás eredménye szerint Lewisham lakossága 248 922. Az ittlakók 66%-a fehér, 12%-a karibi néger és 9%-a afrikai néger. A háztartások ötven százalékában a tulajdonosok laknak.
A kerület népessége a továbbiakban az alábbi módon alakult:
| Lakosok száma | 276 900 | 281 600 | 297 300 | 303 536 | 298 653 |
|               | 2011    | 2012    | 2015    | 2018    | 2022    |

## Körzetei
A következő területek tartoznak a kerülethez:
- Bell Green
- Bellingham
- Blackheath (Egy része Greenwichhez tartozik)
- Brockley
- Catford
- Crofton Park
- Deptford
- Downham
- Forest Hill
- Grove Park (részben Bromleyhoz tartozik)
- Hither Green
- Honor Oak
- Honor Oak Park
- Ladywell
- Lee
- Lewisham
- Lower Sydenham
- New Cross
- New Cross Gate
- St John's
- Southend
- Sydenham
- Upper Sydenham

### Közlekedés
A Lewisham állomás, más néven Lewisham csomópont, a Dartford és Hayes felé menő vonalak csomópontja, valamint a Docklands Light Railway déli vonalának megállója. Az East London line jelenleg a New Crossnál és a New Cross Gate-nél áll meg. A jelenleg építés alatt lévő, East London Railway néven ismert meghosszabbítás ha elkészül, Brockley, Honor Oak Park, Forest Hill és Sydenham ki fogja szolgálni.
Az A205 út áthalad a kerület központján Dulwichtől Elthamig.

## Híres jelenlegi és régebbi lakosok
- Danny Baker (rádióbemondó) Deptfordban lakott
- Rosa May Billinghurst (szüfrazsett) Lewishamben lakott
- Kate Bush (zenész) Brockleyben és Lewishamben lakott
- James Callaghan (politikus) Blackheath
- Sir James Clark Ross (felfedező) Blackheath
- Jim Connell (socialist) Crofton Park és Honor Oak
- Ernest Dowson (költő) Catford and Lee
- Gabrielle (zenész) Brockley és Honor Oak
- WG Grace (krikettező) Sydenham
- Malcolm Hardee (humorista) Blackheath és Lewisham
- George Julian Harney (térképész) Deptford
- Sir Isaac Hayward (politikus) Deptford
- Frederick John Horniman (gyűjtő) Forest Hill
- Leslie Howard (brit színész) Forest Hill
- Glenda Jackson (politikus) Blackheath
- David Jones (költő) Brockley
- Jude Law (színész) Lewisham
- Laurence Llewelyn-Bowen (designer) Blackheath
- Marie Lloyd (entertainer) Lewisham és New Cross
- Eleanor Marx (politikus) Sydenham
- Spike Milligan (humorista) Catford, Crofton Park és Honor Oak
- Edith Nesbit (író) Blackheath, Grove Park és Lewisham
- Mica Paris (zenész) Lewisham
- Nagy Péter orosz cár Deptford
- Ignatius Sancho (író) Blackheath
- Cicely Saunders (A Hospice mozgalom megalapítója) Sydenham
- Doris Stokes (médium) Lewisham
- E. W. Swanton (író) Forest Hill
- David Sylvian (zenész) Lewisham
- Terry Waite (humanitárius) Blackheath
- Max Wall (humorista) Lee
- Barnes Wallis (mérnök) New Cross
- Ian Wright (labdarúgó) Lewisham

## Mottó
A kerület mottója latinul: "Salus Populi Suprema Lex" ami annyit tesz: "A legmagasabb rangú törvény az emberek jóléte".

## Közigazgatás
A kerületet az önkormányzat öt bizottsága irányítja: Gyerekek és Fiatalok, Közösségi szolgáltatások, Fogyasztóvédelem, Erőforrások és Újjáépítés.

## A kerület szabadságáért
A Kerület Szabadságáért díjat eddig a következő emberek kapták meg:
- Alan Milner Smith A Brit Birodalomért érdemrend kitüntetettje (1971. december 9.)
- Frederick William Winslade (1975. november 28.)
- Daisy Amelia Elizabeth Hurren (1985. október 10.)
- Alfred Anderson Hawkins (1990. március 30.)
- Nagytiszteletű Desmond Mpilo Tuto (1990. május 4.)
- Terence Hardy Waite A Brit Birodalom parancsnoka érdemrend kitüntetettje (1992. november 16.)
- Sybil Theodora Phoenix A Brit Birodalom Rendjének tagja, MS (1996. március 8.)
- Cicely Mary Strode Saunders Érdemrendes, a Brit Birodalomért Rend tagja, a Királyi Fizikusok Társaságának tagja (2000. március 10.)

## Politika

### Lewishami kerületi önkormányzat
A képviselőválasztás eredménye:
| Év   | Adminisztráció | Adminisztráció | Munkáspárt | LiberálisDemokraták | Zöldek | Konzervatív | Egyéb |
| ---- | -------------- | -------------- | ---------- | ------------------- | ------ | ----------- | ----- |
| 1964 |                | Munkáspárt     | 45         | -                   | -      | 15          | -     |
| 1968 |                | Konzervatív    | 19         | -                   | -      | 41          | -     |
| 1971 |                | Munkáspárt     | 55         | -                   | -      | 5           | -     |
| 1974 |                | Munkáspárt     | 51         | -                   | -      | 9           | -     |
| 1978 |                | Munkáspárt     | 44         | -                   | -      | 23          | -     |
| 1982 |                | Munkáspárt     | 43         | -                   | -      | 24          | -     |
| 1986 |                | Munkáspárt     | 50         | -                   | -      | 17          | -     |
| 1990 |                | Munkáspárt     | 58         | 3                   | -      | 6           | -     |
| 1994 |                | Munkáspárt     | 63         | 3                   | -      | 1           | -     |
| 1998 |                | Munkáspárt     | 61         | 4                   | -      | 2           | -     |
| 2002 |                | Munkáspárt     | 45         | 4                   | 1      | 2           | 2     |
| 2006 |                | Nincs többség  | 26         | 17                  | 6      | 3           | 2     |
| 2010 |                | Munkáspárt     | 37         | 12                  | 1      | 2           | –     |
| 2014 |                | Munkáspárt     | 53         | –                   | 1      | –           | –     |
| 2018 |                | Munkáspárt     | 54         | –                   | –      | –           | –     |
| 2022 |                | Munkáspárt     | 54         | –                   | –      | –           | –     |

### A Parlamentben
Lewisham három képviselőházi választókerületre oszlik. 
| Választókerület          | Párt | Párt       | Képviselő      | Terminus |
| ------------------------ | ---- | ---------- | -------------- | -------- |
| Nyugat-Lewisham és Penge |      | Munkáspárt | Ellie Reeves   | 2017–    |
| Kelet-Lewisham           |      | Munkáspárt | Janet Daby     | 2018–    |
| Lewisham Deptford        |      | Munkáspárt | Vicky Foxcroft | 2015–    |

## Testvérvárosok
- Charlottenburg, Berlin kerülete, Németország
- Antony, Hauts-de-Seine, Franciaország
- Matagalpa, Nicaragua

A kerület barátsági kapcsolatban áll Ekurhulenivel, közel Johannesburghoz, a Dél-afrikai Köztársaságban.

## Külső hivatkozások
- Lewisham London Borough Council
- Lewisham Photographs